# Абердер
```

```

Аберде́р (Аберда́р, англ. Aberdare, валл. Aberdâr) — місто у Вельсі (Велика Британія).

## Географія, економіка, історія
Місто Абердер розташоване на півдні Уельсу, у графстві Гламорган, у промисловому окрузі Ронто-Кінон-Тав, у місці злиття річок Дер (Дар) та Кінон. 
Чисельність населення становить близько 36 тисяч осіб. Основними джерелами міських доходів є розвинені металургійна і вугледобувна промисловість, яка спирається на вугільні шахти.
У XIX і початку XX століття Абердер стрімко розвивався. Так, якщо в 1801 році в ньому жили 1486 осіб, то вже через 50 років їх число збільшилося в 10 разів.
Однією з головних визначних пам'яток Абердеру є величезний концертно-розважальний комплекс Колізеум, побудований у 1936 році на зібрані шахтарями кошти. Одна з найстаріших будівель Абердера є церква Іоанна Хрестителя, побудована в XV столітті. Центральний міський собор св. Елвена був закладений у 1800 році.